# ژودکس (فیلم ۱۹۶۳)
ژودکس (فرانسوی: Judex‎) یک فیلم جنایی به کارگردانی ژرژ فرانژو محصول سال ۱۹۶۳ است که بر پایهٔ فیلم قدیمی‌تری به همین نام اثر لویی فویاد ساخته شد. از بازیگران آن می‌توان به سیلوا کوشچینا، فرانسین برژی و ادیت اسکوب اشاره کرد.